# Ferdinand Feyerick
Ferdinand Feyerick (n. 27 ianuarie 1865, Gent, Flandra, Belgia – d. 12 septembrie 1920, Gent, Flandra, Belgia) a fost un scrimer ce a reprezentat Belgia, medaliat olimpic. A participat la o ediție a Jocurilor Olimpice (1908) în care a câștigat o medalie de bronz.

## Participări
Lista de mai jos prezintă principalele competiții la care a participat Ferdinand Feyerick de-a lungul carierei.
- fencing at the 1908 Summer Olympics – men's team épée[*]